# Luz Valdenebro
Luz Valdenebro, née le 11 mars 1975 à Cordoue, Espagne est une actrice espagnole.

## Biographie
Après de nombreux petits rôles dans diverses séries, Luz Valdenebro tient un rôle de premier plan, Sofía Alarcón, dans Grand Hotel de 2011 à 2013.
En 2015 et 2016, elle forme un duo lesbien avec Candela Serrat, Aurora et Celia, dans la série Seis hermanas.

## Filmographie
- 2001 : Periodistas (série télévisée)
- 2001 : Policías, en el corazón de la calle (série télévisée) : Merche
- 2001 : Mirar es un pecado (court métrage)
- 2002 : Padre coraje (mini-série) : Mari Carmen
- 2005 : El camino de Víctor (téléfilm) : Enfermera
- 2005 : Corrientes circulares (court métrage) : Treintañera
- 2006 : Hospital Central (série télévisée) : Natalia
- 2006 : Los simuladores (série télévisée)
- 2007 : Qué follón de familia (série télévisée)
- 2007 : Under the Stars : Pauli
- 2007 : Mejor solo (court métrage)
- 2009 : The Boarding School (série télévisée) : Valentina León
- 2009 : No estás sola, Sara (téléfilm) : Marina
- 2009 : Paquirri (mini-série) : Isabel Pantoja
- 2010 : The Last Circus : Mª Ángeles - Chica Cine
- 2010 : Hispania, la leyenda (série télévisée) : Bárbara
- 2011 : Ángel o demonio (série télévisée) : Azucena
- 2011 : Estudio 1 (série télévisée) : Biquini / Coro
- 2012 : Aída (série télévisée)
- 2011-2013 : Grand Hotel (série télévisée) : Sofía Alarcón
- 2014 : Un cuento de Navidad (téléfilm) : Directora de Nueva Arcadia
- 2015-2016 : Seis hermanas (série télévisée) : Aurora Alarcón